# مرونة (نفس)

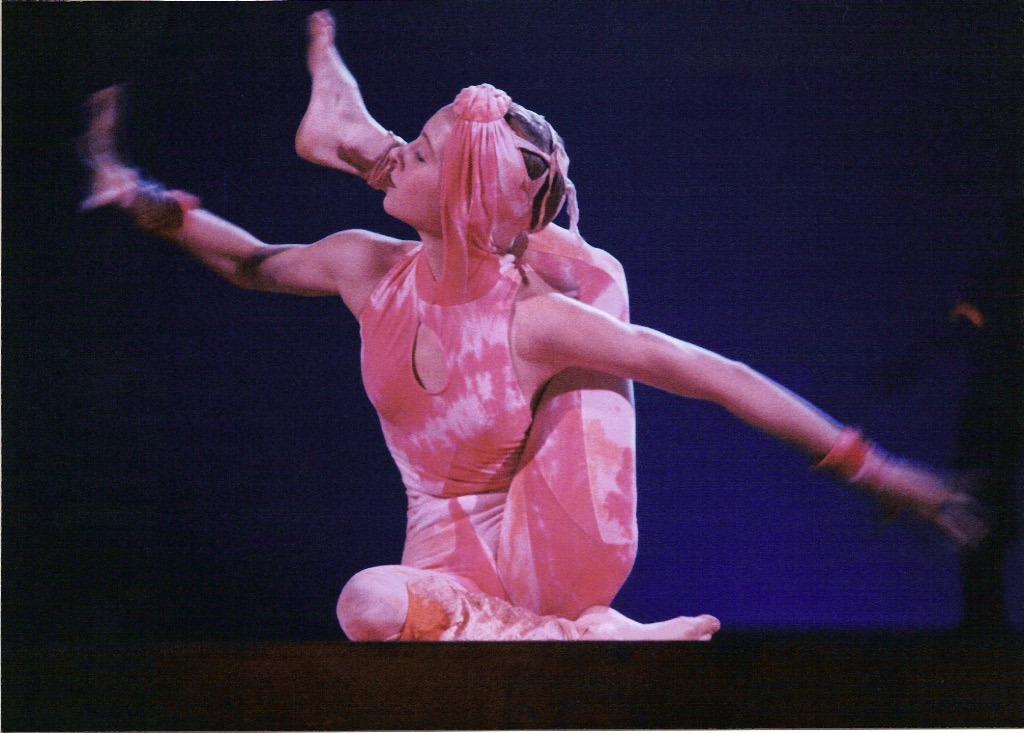

المرونة هي سمة شخصية تنم عن مدى تمكن الشخص من التعامل مع التغيرات في الظروف وتفكيره في حل المشاكل وتنفيذ المهام بطريقة جديدة ومختلفة.